# Cyrnus flavidus
Cyrnus flavidus är en nattsländeart som beskrevs av Mclachlan 1864. Cyrnus flavidus ingår i släktet Cyrnus och familjen fångstnätnattsländor. Arten är reproducerande i Sverige. Inga underarter finns listade i Catalogue of Life.